# Sunlounger

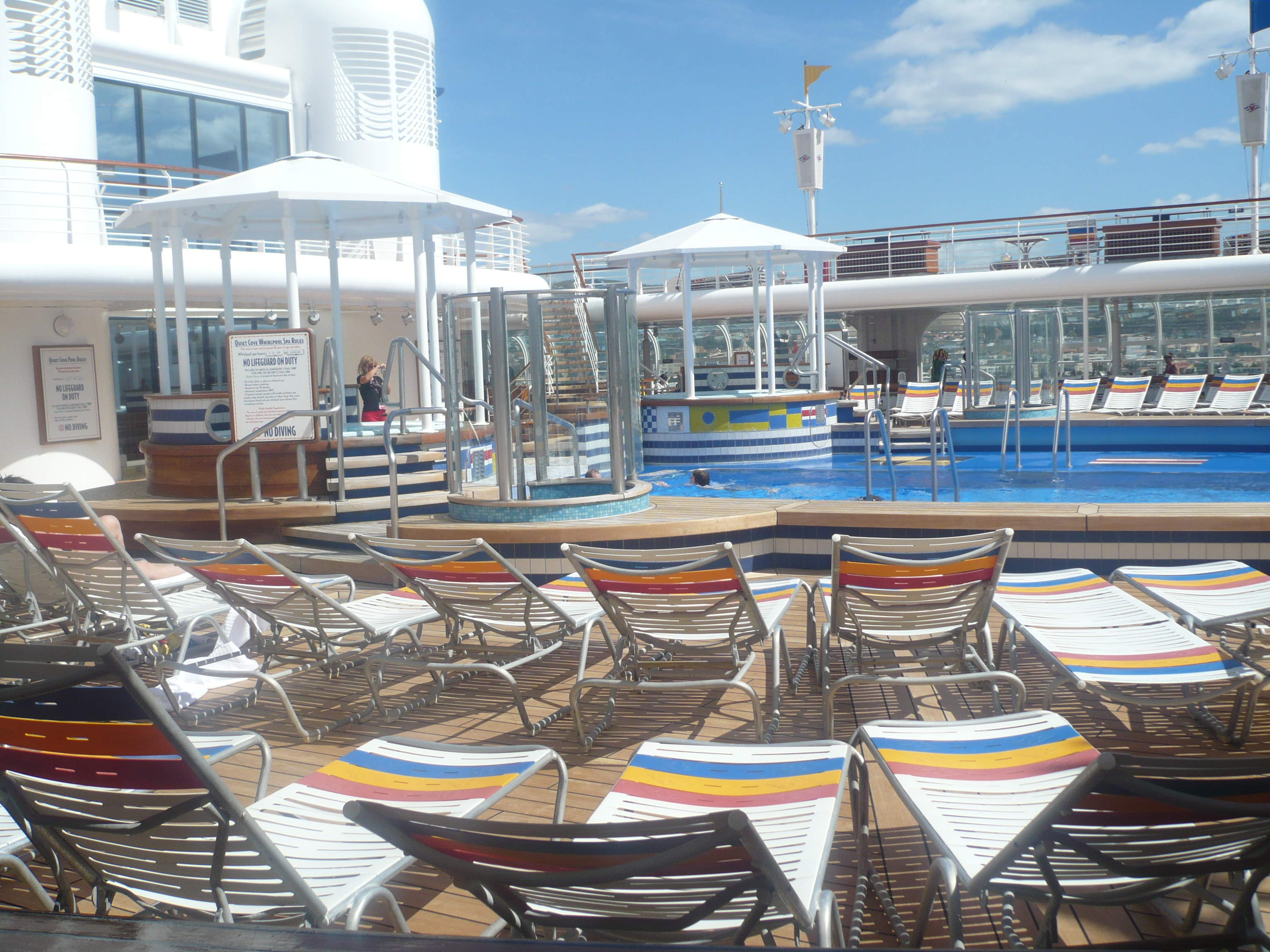
Ghế dài tắm nắng bên hồ bơi

Ghế dài tắm nắng là một thiết bị đồ dùng giống như một chiếc ghế, thường được đặt trong hiên nhà, vườn hoặc sàn ở hồ bơi, hoặc được sử dụng làm đồ nội thất ngoài trời bên bãi biển. Chúng thường được làm từ gỗ, chất dẻo, hoặc kim loại và các loại vải ngoài trời. Chúng có phần lưng được thiết kế có thể điều chỉnh được để mọi người có thể nằm xuống hoặc ngồi lên như ghế tựa nghiêng trong khi nhàn rỗi. Về bản chất, hơi giống một ghế boong tàu và giống giường ngủ, bề mặt phía sau có thể nâng lên để người dùng có thể ngồi lên và đọc sách hoặc có thể ngả xuống một bề mặt phẳng để có thể ngủ ở tư thế nằm ngang (gồm nằm ngửa hoặc nằm sấp).